# Ермакова Роща (платформа)
Ермако́ва Ро́ща — проектируемый остановочный пункт маршрута МЦД-4 на соединительной линии между Киевским и Белорусским (Смоленским) направлениями Московской железной дороги. Планируется в месте пересечения Третьего транспортного кольца и Звенигородского шоссе. На остановочном пункте будет одна платформа и вестибюль с выходами на улицы 2-я Магистральная и Подвойского. Открытие планируется в 2031 году.

## Строительство
О начале строительства станции было официально объявлено 26 февраля 2020 года.